# Tổng đại lý
Tổng đại lý mua bán hàng hóa được xem "là hình thức đại lý mà bên đại lý tổ chức một hệ thống đại lý trực thuộc để thực hiện việc mua bán hàng hóa cho bên giao đại lý."
Tổng đại lý thường là các doanh nghiệp có đủ nguồn lực cần thiết về vốn, nhân lực, kinh nghiệm, mạng lưới... để phân phối sản phẩm cho đối tác.
Hình thức tổng đại lý là hình thức khá phổ biến trong các hệ thống thương mại Việt Nam và quốc tế.
Để được giao quyền, Tổng đại lý thường phải cam kết nhiều nghĩa vụ khác nhau, đặc biệt về doanh thu, phát triển mạng lưới, tốc độ phát triển...
Có 2 hình thức Tổng đại lý phổ biến:
1. Tổng đại lý độc quyền: Được giao toàn quyền để phân phối một loại hàng hóa, dịch vụ trên một địa bàn nhất định.
2. Tổng đại lý không độc quyền: Được giao quyền để phân phối một loại hàng hóa, dịch vụ trên một địa bàn nhất định nhưng không độc quyền. Điểm khác của tổng đại lý này so với các đại lý là họ được ưu đãi về nguồn hàng, hoa hồng, hỗ trợ nguồn lực... Tổng đại lý không độc quyền phải cạnh tranh với tổng đại lý khác trên cơ sở bình đẳng. Tuy nhiên, hình thức này có những bất lợi nhất định như việc có thể nảy sinh mâu thuẫn với các tổng đại lý ngang cấp.
Bên dưới Tổng đại lý có thể có một hệ thống nhiều đại lý các cấp nhằm phủ kín địa bàn cần phân phối hàng hóa, dịch vụ và tối ưu hóa lợi nhuận.